# Маринко Божовић
Маринко Божовић (Сарајево, 27. јануар 1985) босанскохерцеговачки је политичар, начелник Општине Источна Илиџа и функционер Српске демократске странке (СДС).